# (22349) 1992 UH
1992 يو إتش (ويعرف أيضًا باسم (22349) 1992 يو إتش وفق تسمية الكوكب الصغير) (بالإنجليزية: 1992 UH)‏ هو كويكب ضمن حزام الكويكبات؛ وترتيبه 22349 من حيث الاكتشاف.
اكتُشف هذا الجُرم الفلكي بواسطة هيروشي كانيدا في 19 أكتوبر 1992.

## وصلات خارجية
- (22349) 1992 UH في قاعدة بيانات مختبر الدفع النفاث لأجرام النظام الشمسي الصغيرة

- الاكتشاف · مخطط المدار ·  العناصر المدارية · المعلمات المادية

- (22349) 1992 UH على موقع ويكي سكاي: DSS2, SDSS, GALEX, IRAS, Hydrogen α, X-Ray, Astrophoto, Sky Map, Articles and images